# Groove Rebels
Groove Rebels ist ein DJ-Team im Bereich der elektronischen Tanzmusik, dass aus DJ Skai (aus Chile) und dem gebürtigen Syrer Deekay (eigentlich Amir Ad Fontes) besteht.
Sie waren bereits in Clubs wie U60311 und Cocoon Club vertreten. Auch in der Radiosendung Hr3 Clubnight haben die beiden aufgelegt.
Zu Beginn ihrer DJ-Karriere spielten sie als Residents im Mainzer Club 50Grad. 
Die ersten Tracks (2003) erweckten das Interesse von Milk & Sugar Records, wo der bekannte Track Loose Yourself erschien. Daneben veröffentlichen die beiden auch als Solokünstler oder machten Remixe für Künstler wie Kid Alex. 
2005 erschien der erfolgreiche Track „Untight“ auf dem Münchner Label Great Stuff. 
Weitere Produktionen erschienen auf Labels wie Hammarskjoeld, Polo oder Harthouse.  
Amir Ad Fontes’ Solo-Release „Virtual Nature“ auf Big City Beats Recordings erschien in den 
Deutschen Club Charts und wurde für Booka Shade’s DJ-Kicks Mix für !K7 lizenziert. 
2006 erschien die 5 Jahre 50Grad Mix-Compilation.